# Маринці (Нуштар)
Маринці (хорв. Marinci) — населений пункт у Хорватії, у Вуковарсько-Сремській жупанії у складі громади Нуштар.

## Населення
Населення за даними перепису 2011 року становило 670 осіб.
Динаміка чисельності населення поселення:

## Клімат
Середня річна температура становить 11,11 °C, середня максимальна – 25,49 °C, а середня мінімальна – -5,97 °C. Середня річна кількість опадів – 664 мм.
| Клімат поселення                              | Клімат поселення | Клімат поселення | Клімат поселення | Клімат поселення | Клімат поселення | Клімат поселення | Клімат поселення | Клімат поселення | Клімат поселення | Клімат поселення | Клімат поселення | Клімат поселення | Клімат поселення |
| Показник                                      | Січ.             | Лют.             | Бер.             | Квіт.            | Трав.            | Черв.            | Лип.             | Серп.            | Вер.             | Жовт.            | Лист.            | Груд.            |                  |
| Середній максимум, °C                         | 5,90             | 7,91             | 12,50            | 17,19            | 22,55            | 25,49            | 25,20            | 24,90            | 20,80            | 15,30            | 9,40             | 5,50             |                  |
| Середня температура, °C                       | 0,00             | 2,00             | 6,60             | 11,29            | 16,61            | 19,55            | 21,20            | 20,92            | 16,85            | 11,37            | 5,46             | 1,56             |                  |
| Середній мінімум, °C                          | −5,97            | −3,95            | 0,64             | 5,32             | 10,67            | 13,60            | 17,28            | 16,97            | 12,89            | 7,41             | 1,50             | −2,4             |                  |
| Норма опадів, мм                              | 43               | 38               | 41               | 53               | 60               | 85               | 67               | 62               | 50               | 53               | 61               | 51               |                  |
| Середньомісячна швидкість вітру, м/с          | 2.24             | 2.50             | 2.80             | 2.70             | 2.40             | 2.20             | 2.20             | 2.00             | 2.00             | 2.12             | 2.20             | 2.30             |                  |
| Середньомісячна сонячна радіація, кДж/м²·день | 4317             | 7037             | 11080            | 15559            | 19449            | 21570            | 22341            | 20349            | 15095            | 9571             | 4913             | 3600             |                  |
| --------------------------------------------- | ---------------- | ---------------- | ---------------- | ---------------- | ---------------- | ---------------- | ---------------- | ---------------- | ---------------- | ---------------- | ---------------- | ---------------- | ---------------- |
| Джерело:                                      |                  |                  |                  |                  |                  |                  |                  |                  |                  |                  |                  |                  |                  |